# Echo Lake (Washington)
Echo Lake je obec v okrese Snohomish v americkém státě Washington. V roce 2000 měla 849 obyvatel. Z toho 91 % tvořili běloši, 2 % Asiaté a necelé 1 % původní obyvatelé. Z 4,5 km² rozlohy obce tvořila 1 % voda. V březnu 2008 zde došlo ke žhářství, když byly na zdejší ulici Echo Lake Road spáleny čtyři drahé domy. Údajně se incidentu dopustila organizace Earth Liberation Front.